# أليسون فرانتز
أليسون فرانتز (بالإنجليزية: Alison Frantz)‏ هي مصورة أمريكية، ولدت في 27 سبتمبر 1903، وتوفيت في 1 فبراير 1995.